# Serotonin
Serotonin eller 5-Hydroxytryptamin, 5-HT er et multifunktionelt signalmolekyle, en monoamin neurotransmitter.
Den biologiske funktion af serotonin er kompleks og mangesidig: modulerende humør, tankeprocesser, belønning, læring, hukommelse, migræne og talrige fysiologiske processer såsom opkastning og vasokonstriktion.
Serotonin forekommer blandt andet i centralnervesystemet, tarmens nervesystem, hjerte-kar-systemet og i blodet.
Serotonin bliver ofte forbundet med følelsen af lykke, jf. Lykkepillerne og Ecstacy.

## Biokemi
Kroppen fremstiller serotonin ud fra tryptofan. Det sker ved en addition af en OH-gruppe og fraspaltning af CO2, via 5-hydroxytryptofan. Den første syntese fra tryptofan til 5-hydroxytryptofan bliver katalyseret med tryptofan hydroxylase og den anden syntese fra 5-hydroxytryptofan til 5-hydroxytryptamin (dvs. serotonin) sker ved hjælp af enzymet 5-hydroxytryptofan decarboxylase.
Om vinteren kan man se forhøjet transportrate i kredsløbet omkring serotonintransporteren i blodpladerne, der forsvinder om sommeren eller ved lysterapi.

### Påvirkning af serotonin-mængde
Man kan forholdsvist nemt fjerne tryptofan fra kroppen ved at give en speciel protein-holdig drik der indeholder 16 essentielle aminosyrer men ikke tryptofan. Når tryptofan mangler så mangler serotonin også. Denne metode er blevet anvendt inden for hjerneforskning til kunstigt at sænke serotonin-niveauet, for eksempel i forbindelse med undersøgelse af patienter med depression.
En anden måde at påvirke serotonin-mængden på er ved at påvirke enzymerne der er involveret i syntesen af serotonin.

### Serotoninreceptorer, 5-HTR
Der er 14 forskellige receptorer (forkortet som 5-HTR), som serotonin binder til. Bortset fra 5-HT3 receptoren, som er en ionkanal, er alle serotoninreceptorer G-protein-koblede receptorer. Mangfoldigheden af receptorer bidrager til det faktum, at serotonin kan have så mange forskellige virkninger afhængigt af den koncentration af serotonin, der er til stede, og hvilken receptor der er til stede på det sted, hvor serotonin frigives.
Serotoninreceptorer er mål for en lang række farmaceutiske og rekreative lægemidler, herunder mange antidepressive midler og hallucinogener, jf. selektive serotoningenoptagshæmmere.
==  Man kan finde serotonin omtalt som "lykkestof", og beskrevet på følgende måde:
"Stoffet er af kæmpe betydning for vores humør fordi vi bliver deprimerede hvis vi har for lidt af det".
Den videnskabelige hypotese om at depression skyldes serotonin-mangel har været fremme siden 1960'erne, men har ikke rigtigt kunnet understøttes af forsøg.
For eksempel har man ikke kunnet se forbedring hos depressive patienter hvis man gav dem L-tryptofan (der er en forgænger for serotonin). Dog kan depressive patienter, der er under behandling, få et akut tilbagefald hvis man fjerner tryptofan.
De såkaldte "lykkepiller", der er et udbredt lægemiddel mod depression, øger mængde af serotonin i synapserne. Andre behandlingsformer mod depression retter sig dog ikke mod serotonin-systemet.

## Læs også
- THC
- Fedtsyre
- Aminosyre